# Volo Scandinavian Airlines 871
Il volo Scandinavian Airlines System 871 era un volo di linea da Copenaghen in Danimarca fino alla capitale egiziana del Cairo, con diversi scali intermedi, operato dalla Scandinavian Airlines System. Il 19 gennaio 1960, il Sud Aviation Caravelle che effettuava il volo si schiantò mentre effettuava una tratta tra l'aeroporto di Istambul Yeşilköy e l'aeroporto di Ankara-Esenboğa in Turchia. Il volo era in fase di avvicinamento, ma si schiantò a sei miglia nautiche dall'aeroporto, uccidendo tutti i 42 occupanti a bordo. Questo costituì il primo incidente mortale di un Caravelle.

## L'incidente
Il volo 871 decollò dall'aeroporto di Copenaghen alle 09:44 UTC. L'aereo si era già fermato a Düsseldorf in Germania e a Vienna in Austria prima di arrivare a Istanbul alle 17:20 UTC, dove un nuovo equipaggio salì a bordo dell'aereo per operare la restante parte del volo. È partito dall'aeroporto Yeşilköy di Istanbul alle 18:00 UTC su un volo per l'aeroporto internazionale Esenboğa di Ankara in Turchia. A bordo dell'aereo erano presenti 35 passeggeri e 7 membri dell'equipaggio. Il volo si svolse senza incidenti finché l'equipaggio non iniziò l'avvicinamento all'aeroporto. Alle 18:41 UTC l'equipaggio riferì al controllo del traffico aereo che l'aereo stava scendendo dal livello di volo 135 (circa 13.500 piedi/4.115 m) a 120 (circa 12.000 piedi/3.658 m). Alle 18:45 UTC i piloti segnalarono l'arrivo a un'altitudine di 6500 piedi (1.981 m) ancora in discesa. Alle 18:47 UTC il Caravelle colpì il suolo ad un'altitudine di 3500 piedi (1.067 m), tra la catena montuosa di Ankara e l'aeroporto. Nell'incidente morirono tutti i 42 passeggeri e l'equipaggio a bordo.

## La causa
"L'incidente è avvenuto a causa di una discesa involontaria al di sotto dell'altitudine minima di volo autorizzata durante l'avvicinamento finale all'aeroporto di Esenboğa. Non è stato possibile accertare il motivo di questa discesa per mancanza di prove conclusive."